# Omicidio di Ciro Principessa

Enrico Berlinguer ai funerali di Ciro Principessa, 24 aprile 1979.

L'omicidio di Ciro Principessa fu commesso a Roma il 19 aprile 1979 da un giovane fascista che aveva preso in prestito un libro nella biblioteca della sezione romana del Partito Comunista nel quartiere romano di Torpignattara; il gesto venne considerato una provocazione da Ciro Principessa e da altri militanti comunisti i quali provarono a riprendersi il libro dal giovane che, per contro, con un coltello da cucina colpì Ciro Principessa, che morì poche ore dopo.

## Storia
Originario di una famiglia povera del napoletano, secondo di otto fratelli, Ciro ha un'adolescenza difficile, a 17 anni viene condannato per furto e in seguito è giudicato per renitenza alla leva. Trasferitosi a Roma all'età di 15 anni e iscrittosi nel 1976 alla FGCI, si dedica attivamente alla militanza politica, partecipando a iniziative volte alla riqualificazione dell'area di Villa Certosa e all'allestimento di una biblioteca popolare del quartiere. Il 19 aprile 1979, mentre sta svolgendo l'attività di bibliotecario nella sezione del PCI "Nino Franchellucci" di via di Torpignattara, Claudio Minetti, un giovane militante neofascista della sezione dell'MSI di Acca Larenzia e figlio della compagna di Stefano Delle Chiaie, entra nella biblioteca e chiede un libro in prestito; alla richiesta di Principessa di fornire un documento d'identità, Minetti scappa con un libro in mano; Principessa lo insegue e Minetti, durante la fuga, lo accoltella al petto. Dopo alcune ore Principessa spira in ospedale. Al processo per l'omicidio di Principessa, Claudio Minetti viene giudicato infermo di mente e condannato a una pena di dieci anni di manicomio criminale, poi ridotta a quattro anni di reclusione.